# سوزان أوبيرت
سوزان أوبيرت (بالإنجليزية: Suzanne Aubert)‏ هي راهبة نيوزيلندية، ولدت في 19 يونيو 1835 في Saint-Symphorien-de-Lay ‏ في فرنسا، وتوفيت في 1 أكتوبر 1926 في ويلينغتون في نيوزيلندا.